# Christian Kane
Christian Kane (Dallas, 27 giugno 1972) è un attore e cantautore statunitense.

## Biografia

### Carriera cinematografica
La sua prima apparizione si è avuta nella serie televisiva Saranno famosi a Los Angeles nel 1997. I primi successi si hanno però nel 1999, con la recitazione in un film di Ron Howard EdTV e nella serie televisiva Rescue 77. Nonostante le notevoli apparizioni, Kane ha sempre recitato piccole parti se non facendo comparse, ha ricevuto un ruolo più importante nel film thriller Hide, e successivamente in Leverage - Consulenze illegali in cui ha interpretato Eliot Spencer, uno dei protagonisti per l'intera durata della serie. Nel 2014 è impegnato sul set di the Librarians, serie ispirata alla trilogia di film con protagonista Noah Wyle. In uscita anche 50 to 1, film con protagonista Mine That Bird, un cavallo che ha vinto il Kentucky Derby nel 2009 la cui storia è appunto la trama del film.

### Carriera musicale
È membro dei Kane, gruppo musicale statunitense specializzato in musica country e rock. La band ha suonato in noti nightclub californiani quali il Viper Room e The Mint agli albori, dopodiché ha organizzato un tour negli USA, nel Regno Unito e in Germania. Il gruppo ha pubblicato due dischi, di cui l'ultimo è una registrazione del live tenutosi a Londra durante il tour. Kane, che è il cantante della band è autore dei brani stile country suonati, inoltre ha creato un MySpace in cui vengono aggiornate date dei concerti, pubblicazioni degli album e altre informazioni riguardanti il gruppo.

## Filmografia

### Cinema
- EdTV, regia di Ron Howard (1999)
- Il club dei cuori infranti (The Broken Hearts Club: A Romantic Comedy), regia di Greg Berlanti (2000)
- Il sogno di un'estate (Summer Catch), regia di Michael Tollin (2001)
- Una vita quasi perfetta (Life or Something Like It), regia di Stephen Herek (2002)
- Oggi sposi... niente sesso (Just Married), regia di Shawn Levy (2003)
- Secondhand Lions, regia di Tim McCanlies (2003)
- The Plight of Clownana, regia di Chris Dowling – cortometraggio (2004)
- New York Taxi (Taxi), regia di Tim Story (2004)
- Friday Night Lights, regia di Peter Berg (2004)
- Romantica Jeana (Her Minor Thing), regia di Charles Matthau (2005)
- Keep Your Distance, regia di Stu Pollard (2005)
- Four Sheets to the Wind, regia di Sterlin Harjo (2007)
- Hide, regia di K. C. Bascombe (2008)
- The Christmas Conspiracy, regia di Jennifer Clary – cortometraggio (2008)
- The Donner Party, regia di Terrence Martin (2009)
- Matrimonio tra amici (Not Since You), regia di Jeff Stephenson (2009)
- Good Day for It, regia di Nick Stagliano (2011)
- Universal Squadrons, regia di Mark Millhone (2011)
- Ivanov Red, White, and Blue, regia di Timothy Hutton – cortometraggio (2013)
- 50 a 1 (50 to 1), regia di Jim Wilson (2014)
- All-Stars, regia di Lance Kinsey (2014)
- Tinker', regia di Sonny Marler (2017)
- The Terror of Hallow's Eve, regia di Todd Tucker (2017)
- Christmas in the Heartland, regia di Harvey Lowry (2017)
- Junkie, regia di Tim Russ (2018)

### Televisione
- Saranno famosi a Los Angeles (Fame L.A.) – serie TV, 21 episodi (1997-1998)
- Rescue 77 – serie TV, 8 episodi (1999)
- Angel – serie TV, 21 episodi (1999-2004)
- Love Song, regia di Julie Dash – film TV (2000)
- Dawson's Creek – serie TV, episodio 4x11 (2001)
- Fuoco incrociato (Crossfire Trail), regia di Simon Wincer – film TV (2001)
- Lo scandalo Enron (The Crooked E: The Unshredded Truth About Enron), regia di Penelope Spheeris – film TV (2003)
- Las Vegas – serie TV, episodio 1x20 (2004)
- Into the West – miniserie TV, puntate 03-04 (2005)
- Close to Home - Giustizia ad ogni costo (Close to Home) – serie TV, 15 episodi (2005-2006)
- Leverage - Consulenze illegali (Leverage) – serie TV, 76 episodi (2008-2012)
- King & Maxwell – serie TV, episodio 1x07 (2013)
- The Librarians – serie TV, 42 episodi (2014-2018)
- Un angelo mandato dal cielo (Heaven Sent), regia di Michael Landon Jr. – film TV (2016)
- S.W.A.T. – serie TV, episodio 2x05 (2018)
- Supernatural – serie TV, episodio 15x07 (2019)
- Almost Paradise – serie TV, 10 episodi (2020)
- Leverage: Redemption – serie TV, 24 episodi (2021-2022)

## Singoli
- The Chase (in Oggi sposi...Niente sesso)
- More Than I Deserve (in The Crooked E: The Unshredded Truth About Enron)
- Sweet Carolina Rain (in Una vita quasi perfetta)
- LA Song (in Angel - Episodio "Dead End")
- Thinking of You ( In Leverage  - Episodio " The Studio Job " )

## Doppiatori italiani
Nelle versioni in italiano delle opere in cui ha recitato, Christian Kane è stato doppiato da:
- Nanni Baldini in Fuoco incrociato, Romantica Jeana
- Christian Iansante in The Librarians, Angel
- Giorgio Borghetti in Oggi sposi... niente sesso
- Francesco Bulckaen in Una vita quasi perfetta
- Maurizio Fiorentini in Close to Home - Giustizia ad ogni costo
- Riccardo Rossi in Saranno famosi a Los Angeles
- Fabio Boccanera in Leverage - Consulenze illegali
- Fabrizio Manfredi in Matrimonio tra amici
- Stefano Benassi in New York Taxi
- Niseem Onorato in Dawson's Creek
- Guido Di Naccio in S.W.A.T.
- Andrea Lavagnino in Supernatural

Da doppiatore è sostituito da:
- Lorenzo Scattorin in 24: The Game